# Джети-Огузский аильный округ
Джети-Огузский аильный округ (аймак) — административная единица в Джети-Огузском районе Иссык-Кульской области Кыргызстана.
Код COATE — 41702 210 830 00 0

## Население
По данным переписи 2022 года, в аильном округе проживало 11 059 человек.

## Административное деление
В состав Джети-Огузского аильного округа ныне входят населённые пункты:
- Джети-Огуз
- Ак-Кочкор
- Джеле-Дебе
- Джети-Огуз (курорт)
- Кабак
- Талды-Булак
- Чырак

## Галерея

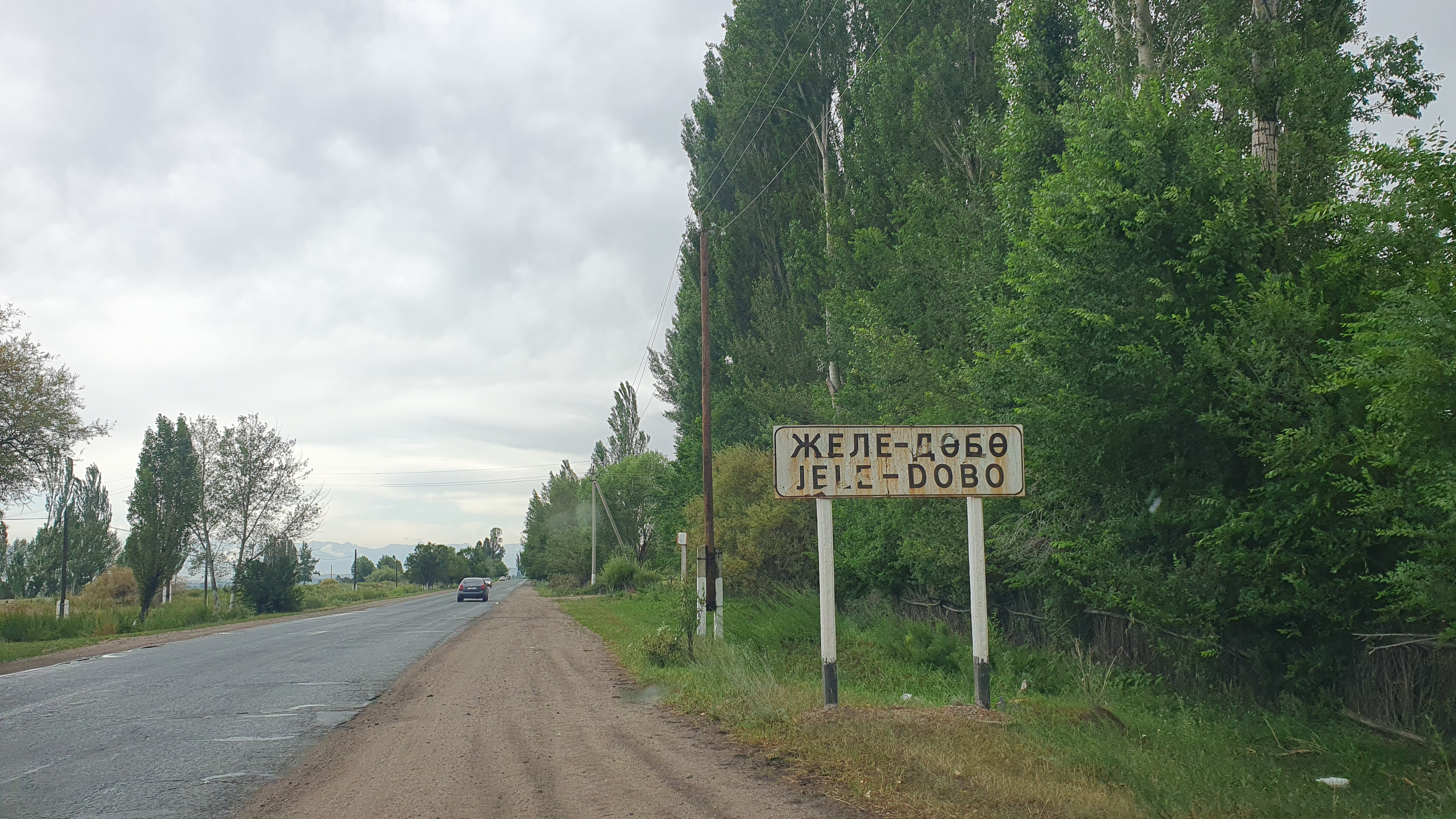
Въезд в село Джеле-Дебе
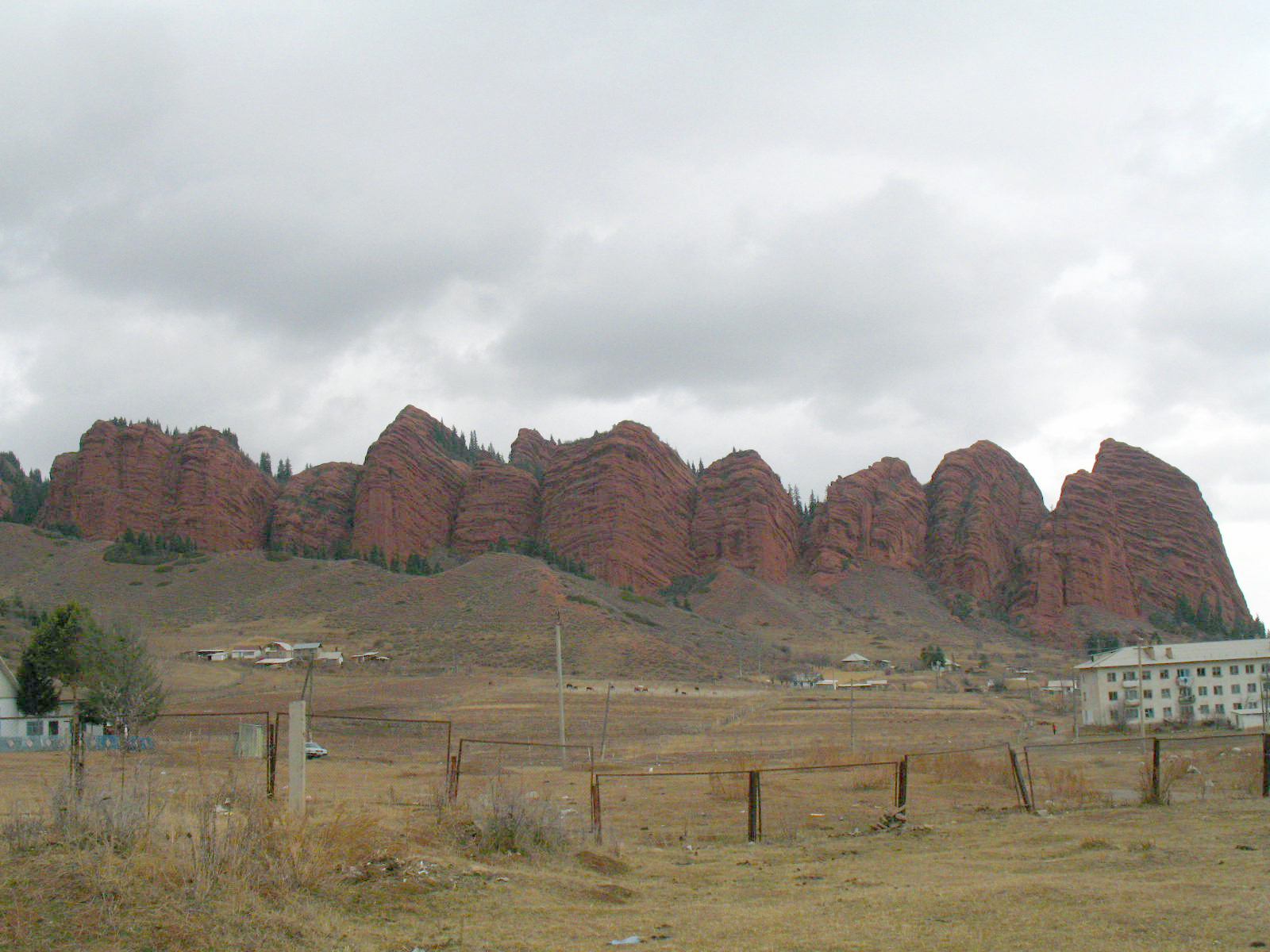
Скальное образование возле курорта «Джети-Огуз»
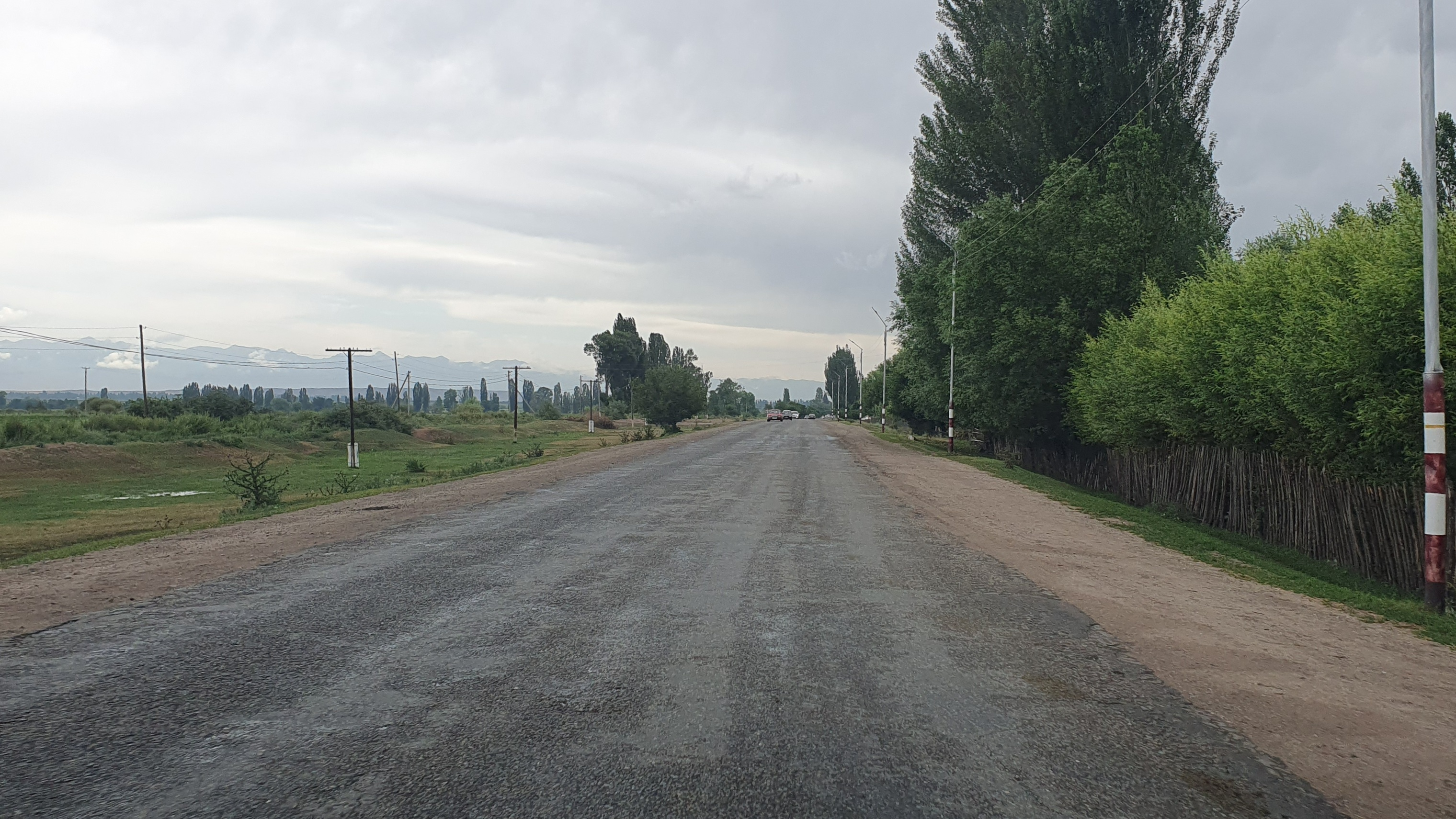
Дорога рядом с селом Чырак

## Примечание
1. ↑  Государственный классификатор система обозначений объектов административно-территориальных и территориальных единиц Кыргызской республики. Архивная копия от 18 марта 2018 на Wayback Machine — Бишкек: Национальный статистический комитет Кыргызской республики, 2017.
2. ↑  Численность населения областей, районов, городов, поселков городского типа, айылных аймаков и айылов (сел) Кыргызской Республики Архивная копия от 10 ноября 2021 на Wayback Machine (на 2022 год).